# Mestwin II de Poméranie
Mestwin II (en polonais : Mściwoj ou Mszczuj), né avant 1220 et mort le 25 décembre 1294, est duc de Poméranie orientale de 1266 jusqu'à sa mort. Il est le dernier représentant en ligne masculine de la dynastie des Samborides, princes souverains de la Poméranie orientale depuis le milieu du XIIe siècle.

## Biographie

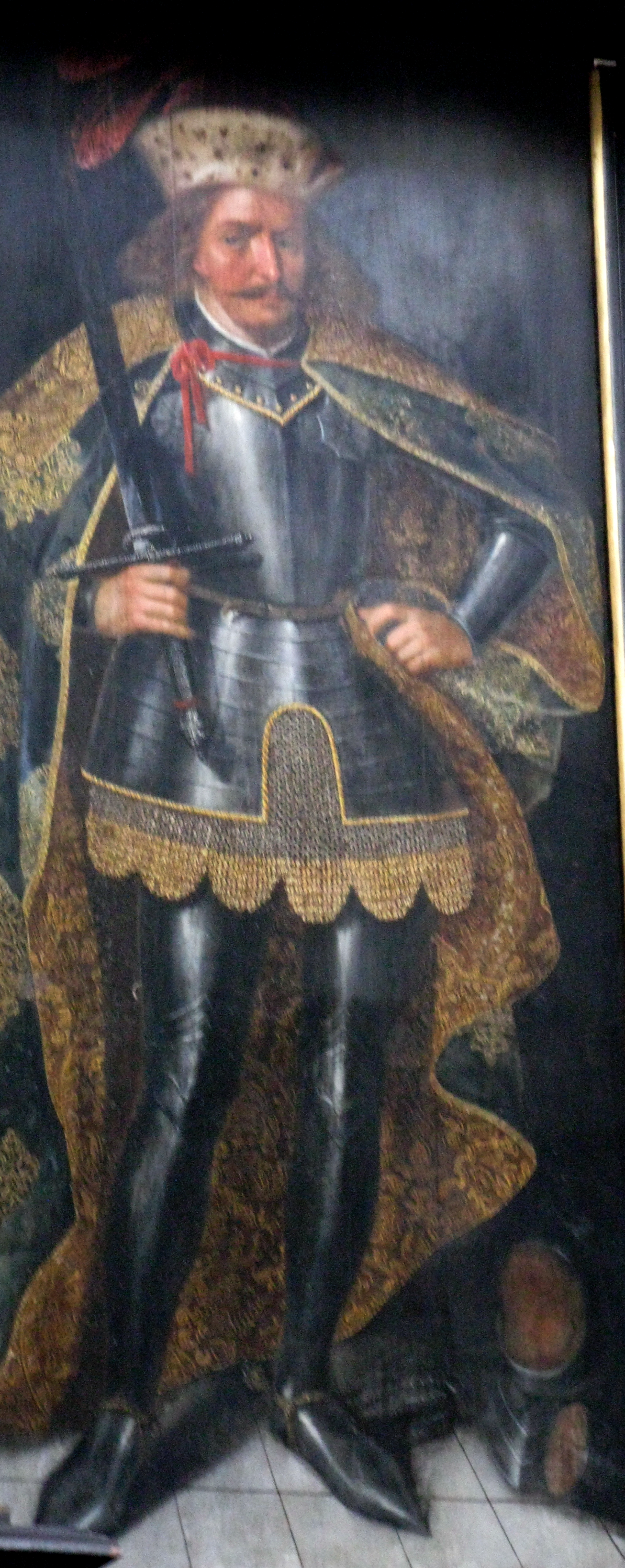
Mestwin II, portrait à l'abbaye d'Oliwa (vers 1620).

Mestwin est le fils aîné de Świętopełk II (v.1195-1266), duc de Poméranie orientale à partir de 1220, et de sa première épouse Euphrosyne (morte en 1230), possiblement une fille du duc Odon de Grande-Pologne, de la dynastie des Piast. Après la bataille de Bornhöved en 1227 et la fin de la suprématie des Danois dans la région de la Baltique, son père est parvenue à sortir de la suzeraineté polonaise en tant que dux Pomeranorum à Gdańsk. Allié à son beau-frère le prince Ladislas Odonic, il a attaqué une assemblée (Vétché) des souverains Piasts à Gąsawa, où le duc Lech le Blanc, princeps de Pologne, est tué. Świętopełk II a également pu récuperer les pays de Sławno et de Słupsk situés à la frontière avec le duché de Poméranie à l'ouest.
En 1242 débute une longue guerre contre une coalition formée par les chevaliers teutoniques, le duc Casimir de Cujavie et les frères cadets de Świętopełk, Sambor II et Racibor. Durant le conflit, Mestwin II fut fait prisonnier et n'a été remis en liberté qu'en 1248. En 1250, il reçoit la seigneurie de Świecie et il vise à lancer une alliance avec le duc Barnim le Bon, de la maison des Griffon, pour défendre son héritage contre son oncle Sambor II et son frère cadet Warcisław II.
Mestwin II devient duc à la mort de son père le 10 janvier 1266, bien que son frère Warcisław obtient les pays de Gdańsk, de Białogarda ainsi que Sławno et Słupsk. Insatisfait de ce partage inéquitable, Mestwin prend les armes pour s'emparer de toutes les régions de Poméranie orientale. D'autre part, le prince Wisław II de Rügen s’empare des régions de Darłowo et de Sławno, la dot de sa mère Euphémie, sœur de Mestwin II, avec l’accord du duc Barnim le Bon. Au vu de la situation, Mestwin adhère au patronage des puissants margraves de Brandebourg, scellé à Arnswalde le 1er avril 1269.
En 1270 il chasse son oncle Sambor II de Tczew à Cujavie. Combattant son frère Warcisław, il réunit sous son sceptre toute la Poméranie orientale après une guerre de trois ans. Néanmoins, comme compensation pour l'assistance militaire des Brandebourgeois, les troupes du margrave Conrad Ier occupent la ville de Gdańsk au printemps 1271. Ce n'est qu'après un combat long et difficile mené par Mestwin et son allié Boleslas le Pieux, duc de Grande-Pologne, que la ville peut être libérée en janvier 1272.
À la mort de son oncle Racibor en 1272, la seigneurie de Białogarda sur la rivière Łeba échoit aux chevaliers teutoniques. L'année suivante, Mestwin fait la paix avec le Brandebourg ; pourtant, en même temps, il soutient le duc Boleslas de Grande-Pologne et notamment son neveu Przemysl II, princeps de Pologne à partir de 1290. N’ayant pas de fils, il conclut un accord à Kępno, le 15 février 1282, en vertu duquel Przemysl lui succédera en Poméranie orientale après sa mort ; dépit pour la dynastie des Griffon, ducs de Poméranie occidentale. En 1283, il reprend Sławno au prince Wisław II de Rügen. Les Brandebourgeois ainsi que Wisław, toutefois, maintenaient leurs revendications sur la Poméranie orientale.

## Unions et descendance

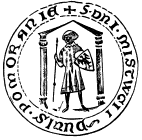
Sceau de Mestwin II.

Mestwin II épouse Judith (Jutta), fille du comte Thierry de Brehna, issue de la maison de Wettin. Cette union donne naissance à deux filles :
- Catherine (v.1250-1312), épouse de Pribislav II, prince de Parchim-Richenberg, de la maison de Mecklembourg ;
- Euphémie (v.1260-1317), épouse du comte Adolphe V de Holstein-Segeberg.

Après la mort de Judith, en 1275, il épouse Euphrosyne d'Opole (morte en 1292), la veuve de Casimir Ier de Cujavie. Cette union reste stérile et ils se séparent en 1288. Il se marie enfin avec une certaine Sulisława (morte après 1292), d'origine inconnue.
À la mort de Mestwin II, la dynastie régnante des Samborides s'éteint en ligne masculine. Comme il avait été convenu, Przemysl II, couronné roi de Pologne en 1295, prend possession de la Poméranie orientale. Après son assassinat l'année suivante, toutefois, une longue guerre de succession éclate. Finalement, par l'accord de Soldin conclu en 1309, l'ordre teutonique reprend la majeure partie du duché.